# Ranot
Ranot (em tailandês: อำเภอระโนด) é um distrito da província de Songkhla, no sul da Tailândia. É um dos 16 distritos que compõem a província. Sua população, de acordo com dados de 2012, era de 62 248 habitantes, e sua área territorial é de 783,8 km².